# Чёгин, Виктор Михайлович
Ви́ктор Миха́йлович Чёгин (род. 3 февраля 1962, Берсеневка, Мордовская АССР) — российский тренер по легкой атлетике (спортивная ходьба), c 1995 по 2015 гг. являвшийся главным тренером Центра олимпийской подготовки по спортивной ходьбе в Саранске. Ученики Виктора Чёгина завоевали множество медалей Олимпиад и чемпионатов мира, многие из них впоследствии стали фигурантами громких допинговых скандалов. С февраля 2016 года В. М. Чёгин пожизненно дисквалифицирован Всероссийской федерацией лёгкой атлетики.

## Биография
Занимался спортивной ходьбой в Саранске на спортивной базе МГУ им. Н. П. Огарёва у профессионального тренера, мастера спорта Равиля Кяримовича Орлова, выполнил норматив кандидата в мастера спорта СССР. Окончил Мордовский государственный пединститут им. М. Е. Евсевьева (факультет физвоспитания) в 1983 году и ушёл служить в армию. В 1985 году стал тренером Лямбирской ДЮСШ. В качестве тренера первый серьёзный успех пришёл в 1988 году — Вера Маколова, воспитанница Чёгина, стала чемпионкой СССР по спортивной ходьбе. Первой международной победой Чёгина стало золото Ирины Станкиной на чемпионате мира 1995 года. После этого в Саранске открылся Центр олимпийской подготовки по спортивной ходьбе, бессменным главным тренером которого стал Чёгин.
В Саранске Чёгин выстроил систему подготовки спортивных ходоков, а его помощники ездили по всей России, проводя селекцию. К середине 2000-х вся подготовка российских спортивных ходоков велась в Мордовии. Перед летними Олимпийскими играми 2008 года в российской сборной по спортивной ходьбе прогремел скандал: пять ходоков, тренером троих из которых был Чёгин, были отстранены от соревнований из-за обнаружения в их допинг-пробах запрещённого вещества эритропоэтина. Однако на тех же играх золотые медали заработали ещё двое подопечных Чёгина — Валерий Борчин и Ольга Каниськина. На чемпионате мира 2009 года все три золотые медали в спортивной ходьбе достались подопечным Чёгина: Борчину (20 км), Сергею Кирдяпкину (50 км) и Каниськиной (20 км). На олимпийских играх 2012 года победили Сергей Кирдяпкин (50 км) и Елена Лашманова (20 км). Также в разное время Чёгин тренировал двукратного призёра Олимпийских игр Дениса Нижегородова, чемпионов мира по лёгкой атлетике Германа Скурыгина, Романа Рассказова, Александра Иванова.
Центр олимпийской подготовки по спортивной ходьбе в Саранске, в котором подготовлено 8 заслуженных мастеров спорта, 50 мастеров международного класса, 51 мастер спорта, 15 заслуженных тренеров РФ, с 2010 года носит имя В. М. Чёгина.

### Дисквалификация
Начиная с 2012 года, антидопинговые службы стали эффективно выявлять допинг на основании показателей биологических паспортов, что повлекло эпидемию дисквалификаций среди российских спортивных ходоков, в том числе и на основании перепроверок ранее взятых проб. Перед чемпионатом мира в Москве 2013 года ученики Чёгина Кирдяпкин, Борчин, Каниськина и Канайкин отказались от участия в этих соревнованиях якобы из-за травм и затем вовсе прекратили выступления. Впоследствии выяснилось, что в декабре 2012 года Международная ассоциация легкоатлетических федераций (ИААФ) уведомила Всероссийскую федерацию лёгкой атлетики (ВФЛА) о неблагоприятных гематологических профилях этих ходоков. По данным газеты «Спорт-Экспресс», накануне чемпионата мира 2013 года президент ИААФ Ламин Диак поставил перед ВФЛА ультиматум: либо подозреваемые атлеты пропускают турнир, либо соревнования будут омрачены громким допинговым скандалом.
В июне 2014 года была дисквалифицирована другая ученица Чёгина Елена Лашманова, у которой были обнаружены метаболиты вещества GW501516, входящего в запрещённый список ВАДА, не проходившего полного цикла клинических испытаний и потенциально смертельно опасного. После этого Российское антидопинговое агентство (РУСАДА) начало формальное расследование деятельности Центра олимпийской подготовки. В итоге на четыре года был дисквалифицирован руководитель Центра Виктор Колесников, но Чёгин продолжил работу со сборной.
В начале 2015 года Кирдяпкин, Борчин, Каниськина и Канайкин получили дисквалификации на основании показателей биопаспортов. 16 июля 2015 года, после объявления о начале нового расследования РУСАДА, Чёгин объявил о завершении тренерской карьеры. Расследование завершилось 17 февраля 2016 года слушанием в Дисциплинарном антидопинговом комитете РУСАДА. Дисциплинарный комитет счёл, что РУСАДА смогло доказать вовлечённость Виктора Чёгина в схему применения запрещенных субстанций и методов в «Центре олимпийской подготовки имени В. М. Чегина». В итоге слушания Виктор Чёгин признан виновным в нарушении Общероссийских антидопинговых правил и пожизненно дисквалифицирован. 25 марта 2016 года ВФЛА утвердила решение РУСАДА о пожизненной дисквалификации Виктора Чёгина.
Весной 2018 года сотрудники РУСАДА установили, что Виктор Чёгин тренировал спортсменов сборной команды России по спортивной ходьбе на сборах, организованных в г. Каракол Иссык-Кульской области Киргизской Республики. Ввиду этого нарушения IAAF лишила пятерых российских спортсменов (Клавдию Афанасьеву, Ольгу Елисееву, Юлию Липанову, Сергея Шарыпова и Сергея Широбокова) права участия в командном чемпионате мира в нейтральном статусе. Поскольку Чегина в Кыргызстане сопровождал автомобиль с мордовскими номерами, зарегистрированный на госучреждение, РУСАДА расторгло договор с республикой Мордовия, обеспечивающий работу РУСАДА по тестированиям, антидопинговым расследованиям и образованию на территории Мордовии.

## Награды и звания
- Орден Почёта (2 февраля 2013 года) — за успешную подготовку спортсменов, добившихся высоких спортивных достижений на Играх ХХХ Олимпиады 2012 года в городе Лондоне (Великобритания)[17]
- Орден Дружбы (15 января 2010 г.) — за успешную подготовку спортсменов, добившихся высоких спортивных достижений на Играх XXIX Олимпиады в Пекине[18]
- Медаль ордена «За заслуги перед Отечеством» II степени
- Полный кавалер ордена Славы Мордовии (трёх степеней)
- Лауреат Государственной премии Мордовии (2000)
- Почётный гражданин Республики Мордовия
- Заслуженный тренер России
- Заслуженный работник физической культуры и спорта Мордовии
- Почётный знак «За заслуги в развитии физической культуры и спорта» (Приказ "О награждении почётным знаком «За заслуги в развитии физической культуры и спорта» от 23 января 2012 г. № 8-нг)[19]
- Три года подряд с 2009 по 2011 год Всероссийская федерация лёгкой атлетики присуждала Виктору Чёгину звание лучшего тренера года[20]

## Список дисквалификаций учеников Чёгина
С 2005 по 2015 год за применение допинга были дисквалифицированы более 20 российских ходоков — учеников Чёгина. Двое из учеников — Игорь Ерохин и Сергей Морозов — дисквалифицированы пожизненно за повторное применение допинга. Большинство нарушений было связано с употреблением эритропоэтина, выявленного антидопинговыми службами либо прямыми лабораторными методами, либо по косвенным признакам — изменениям гематологического профиля биологического паспорта.
| Дата объявления | Спортсмен            | Нарушение    | Срок дисквалификации |
| --------------- | -------------------- | ------------ | -------------------- |
| август 1999     | Герман Скурыгин      | гонадотропин | 2 года               |
| март 2005       | Валерий Борчин       | эфедрин      | 1 год                |
| сентябрь 2008   | Владимир Канайкин    | ЭПО          | 2 года               |
| сентябрь 2008   | Алексей Воеводин     | ЭПО          | 2 года               |
| сентябрь 2008   | Виктор Бураев        | ЭПО          | 2 года               |
| сентябрь 2008   | Игорь Ерохин         | ЭПО          | 2 года               |
| сентябрь 2008   | Сергей Морозов       | ЭПО          | 2 года               |
| март 2012       | Дементий Чепарёв     | фенотерол    | 2 года               |
| декабрь 2012    | Пётр Богатырёв       | биопаспорт   | 2 года               |
| декабрь 2012    | Сергей Морозов       | биопаспорт   | пожизненно           |
| декабрь 2012    | Татьяна Минеева      | биопаспорт   | 2 года               |
| февраль 2013    | Михаил Лемаев        | биопаспорт   | 2 года               |
| август 2013     | Игорь Ерохин         | биопаспорт   | пожизненно           |
| октябрь 2013    | Екатерина Медведева  | ЭПО          | 2 года               |
| ноябрь 2013     | Татьяна Акулинушкина | фенотерол    | полгода              |
| июнь 2014       | Елена Лашманова      | GW501516     | 2 года               |
| июль 2014       | Станислав Емельянов  | биопаспорт   | 2 года               |
| октябрь 2014    | Евгений Пантюшин     | преднизолон  | 9 месяцев            |
| январь 2015     | Ольга Каниськина     | биопаспорт   | 3 года 2 месяца      |
| январь 2015     | Сергей Кирдяпкин     | биопаспорт   | 3 года 2 месяца      |
| январь 2015     | Сергей Бакулин       | биопаспорт   | 3 года 2 месяца      |
| январь 2015     | Валерий Борчин       | биопаспорт   | 8 лет                |
| январь 2015     | Владимир Канайкин    | биопаспорт   | 8 лет                |
| март 2015       | Андрей Рузавин       | биопаспорт   | 2 года 6 месяцев     |
| сентябрь 2015   | Эльмира Алембекова   | ЭПО          | 4 года               |
| сентябрь 2015   | Иван Носков          | ЭПО          | 4 года               |
| сентябрь 2015   | Михаил Рыжов         | ЭПО          | 4 года               |
| сентябрь 2015   | Вера Соколова        | ЭПО          | 4 года               |
| сентябрь 2015   | Денис Стрелков       | ЭПО          | 4 года               |